# Science-Fiction-Jahr 1967
Übersicht

◄◄ | ◄ | 1963 | 1964 | 1965 | 1966 | Science-Fiction-Jahr 1967 | 1968 | 1969 | 1970 | 1971 | ► | ►►

Weitere Ereignisse